# Mora Dhansiri
El Mora Dhansiri és un riu afluent del Dhaneswari (de vegades Dhansiri), a Nagaland. El seu naixement és al Pic Laisang, a Nagaland; flueix pel Parc Nacional de Kaziranga. Desaigua al Dhaneswari.